# 鈴木隼人 (サッカー選手)
鈴木隼人（すずき はやと、1982年5月13日 - ）は、静岡県静岡市出身の元サッカー選手。ポジションは、MF。

## 来歴
清水エスパルスユース時代は世代別日本代表に選ばれるなど将来が有望視されていた。2001年にトップチームへ昇格。アジアカップウィナーズカップやAFCチャンピオンズリーグにも出場したが、リーグ戦を含めて出場機会に恵まれることがなく2004年に退団。2005年に大木武監督（当時）に誘われ、ヴァンフォーレ甲府に移籍。本来のボランチではなくトップ下で起用され、当初は2得点を挙げる活躍を見せるもシステムの変更などにより終盤には出場機会を失い、同年戦力外通告を受ける。その後Jリーグ合同トライアウトに参加するが現役を引退し、FCトッカーノのコーチをしていたが、2009年からSC相模原に入団し、2010年までプレイ。

## 所属クラブ
- 麻機サッカースポーツ少年団
- 1995年 - 1997年 清水エスパルスジュニアユース
- 1998年 - 2000年 清水エスパルスユース
- 2001年 - 2004年 清水エスパルス
- 2005年 ヴァンフォーレ甲府
- 2009年 - 2010年 SC相模原
- 2012年 YOKOHAMA FIFTY CLUB

## 個人成績
| 国内大会個人成績 | 国内大会個人成績 | 国内大会個人成績 | 国内大会個人成績 | 国内大会個人成績 | 国内大会個人成績 | 国内大会個人成績 | 国内大会個人成績 | 国内大会個人成績 | 国内大会個人成績 | 国内大会個人成績 | 国内大会個人成績 |
| 年度             | クラブ           | 背番号           | リーグ           | リーグ戦         | リーグ戦         | リーグ杯         | リーグ杯         | オープン杯       | オープン杯       | 期間通算         | 期間通算         |
| 年度             | クラブ           | 背番号           | リーグ           | 出場             | 得点             | 出場             | 得点             | 出場             | 得点             | 出場             | 得点             |
| 日本             | 日本             | 日本             | 日本             | リーグ戦         | リーグ戦         | リーグ杯         | リーグ杯         | 天皇杯           | 天皇杯           | 期間通算         | 期間通算         |
| ---------------- | ---------------- | ---------------- | ---------------- | ---------------- | ---------------- | ---------------- | ---------------- | ---------------- | ---------------- | ---------------- | ---------------- |
| 2001             | 清水             | 28               | J1               | 0                | 0                | 0                | 0                | 0                | 0                | 0                | 0                |
| 2002             | 清水             | 28               | J1               | 0                | 0                | 1                | 0                | 0                | 0                | 1                | 0                |
| 2003             | 清水             | 28               | J1               | 4                | 0                | 1                | 0                | 0                | 0                | 5                | 0                |
| 2004             | 清水             | 28               | J1               | 1                | 0                | 0                | 0                | 0                | 0                | 1                | 0                |
| 2005             | 甲府             | 29               | J2               | 8                | 2                | -                | -                | 0                | 0                | 8                | 2                |
| 2009             | 相模原           | 13               | 神奈川県2部      |                  | 2                | -                | -                | -                | -                |                  | 2                |
| 2010             | 相模原           | 13               | 神奈川県1部      |                  |                  | -                | -                |                  |                  |                  |                  |
| 通算             | 日本             | 日本             | J1               | 5                | 0                | 2                | 0                | 0                | 0                | 7                | 0                |
| 通算             | 日本             | 日本             | J2               | 8                | 2                | -                | -                | 0                | 0                | 8                | 2                |
| 通算             | 日本             | 日本             | 神奈川県1部      |                  |                  | -                | -                |                  |                  |                  |                  |
| 通算             | 日本             | 日本             | 神奈川県2部      |                  | 2                | -                | -                | -                | -                |                  | 2                |
| 総通算           | 総通算           | 総通算           | 総通算           |                  |                  | 2                | 0                | 0                | 0                |                  |                  |

その他試合
- アジアカップウィナーズカップ（2001-2002）1試合0得点
- AFCチャンピオンズリーグ（2002-2003）1試合0得点

## 代表歴
- 1997年 U-15日本代表
- 1998年 U-17日本代表

## 指導歴
- 2006年 - 2008年 FCトッカーノ ジュニアコーチ/ U-13監督
- 2009年 - 2013年 SC相模原ジュニアユースコーチ、法政大学サッカー部コーチ
- 2014年 - 清水エスパルス
  - 2014年 - 2016年 清水エスパルス サッカースクールコーチ
  - 2017年 U-12清水 U-11・U-10担当
  - 2018年 U-12清水 U-12 監督
  - 2019年 - 2022年 U-12清水 U-10 監督
  - 2023年 U-12清水 U-12 監督
  - 2024年 - U-14 監督